# Asesinato de Shinzō Abe

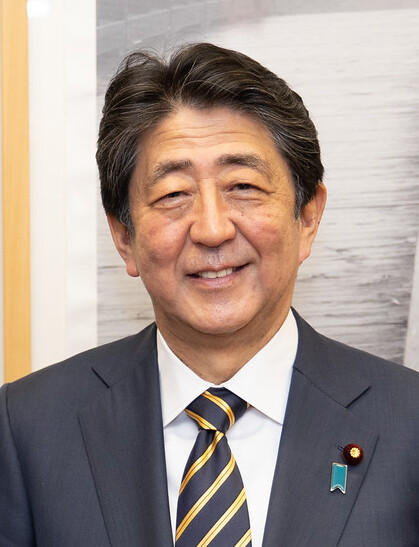
Shinzō Abe en marzo de 2022.

El asesinato de Shinzō Abe, quien fue primer ministro de Japón, fue un magnicidio que se produjo el 8 de julio de 2022, tras recibir un disparo por la espalda durante un discurso de campaña cerca de la estación Yamato-Saidaiji en la ciudad de Nara aproximadamente a las 11:30 hora estándar de Japón (JST). El impacto dejó herido de gravedad al ex-primer ministro japonés, quien ya no mostraba signos vitales a la llegada de los paramédicos a la escena quienes consideraron que estaba en paro cardiorrespiratorio. Los medios estatales japoneses informaron unas cinco horas más tarde que había muerto en el hospital de la Universidad Médica de Nara en la ciudad de  Kashihara de la prefectura de Nara a las 5:03 p. m. JST pese a los esfuerzos de los médicos por contener la hemorragia provocada por las heridas.
El sospechoso, Yamagami Tetsuya, fue arrestado en la escena por tentativa de homicidio, y posteriormente se le señalaron cargos por homicidio tras la muerte de Abe. Yamagami indicó a los investigadores que tenía un resentimiento personal hacia la Iglesia de la Unificación, ya que le causó la bancarrota a su madre Ako Tetsuya y disparó a Abe porque el ex-primer ministro mantenía vínculos con dicho grupo religioso y lo acusó de expandir la influencia de la iglesia en Japón.
La muerte de Abe no solamente sacudió a Japón, en donde las muertes por armas de fuego son extremadamente raras, sino que también produjo una serie de reacciones de condena internacionales. Es el primer ex primer ministro japonés que ha sido asesinado desde Saitō Makoto y Takahashi Korekiyo durante el Incidente del 26 de febrero en 1936.
El asesinato de Abe ha sido descrito como uno de los más efectivos y exitosos en la historia política reciente debido a la reacción contra la Iglesia de la Unificación que provocó. The Economist señaló que "la violencia política de Yamagami ha demostrado ser sorprendentemente efectiva... Rara vez la violencia política cumple tantas de las metas de su perpetrador". Escribiendo para The Atlantic, Robert F. Worth describió a Yamagami como "uno de los asesinos más exitosos de la historia".

## Hechos

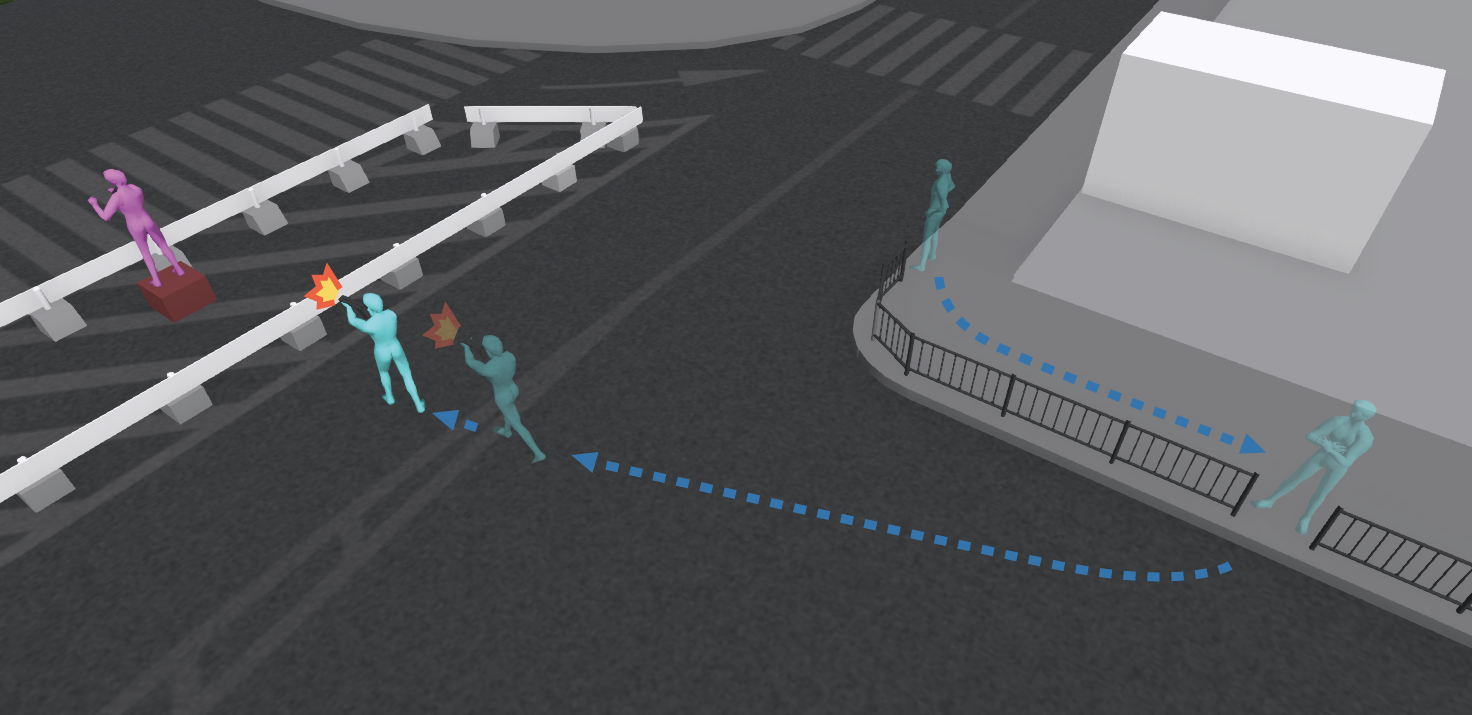
Posiciones de Abe (morado) y el perpetrador (azul) en el momento del disparo. (El equipo de seguridad de Abe y otras personas no se muestran; la reconstrucción no está a escala.)

Cerca de las 11:30 horas JST, el ex primer ministro Abe se encontraba dando un discurso electoral cerca de la estación de trenes Yamato-Saidaiji en Nara, con miras a las próximas elecciones para la Cámara de Consejeros programadas para el 10 de julio de 2022, cuando Tetsuya Yamagami, quien se encontraba a espaldas del político nipón, abrió fuego contra el exmandatario en dos ocasiones con una escopeta de fabricación casera El primer no dio en el blanco, causando únicamente confusión entre la multitud y el propio Abe quien se volteó para ver el origen de la detonación siendo impactado por el segundo disparo de frente causándole heridas graves en el pecho y cuello. El político fue transportado en helicóptero al hospital de la Universidad de Nara pese a que los primeros reportes indicaba que no presentaba signos vitales. Más tarde, la Agencia de Gestión de Incendios y Desastres del Ministerio de Asuntos Internos y Comunicaciones de Japón informó que Abe presentaba una herida de bala en el lado derecho del cuello y una hemorragia subcutánea en el lado izquierdo del tórax y que se encontraba en estado crítico. Ante este acto, el primer ministro japonés Fumio Kishida ordenó que todos los miembros de su gabinete que estuvieran haciendo actos electorales en el país regresaran a Tokio para analizar la situación, más tarde dio una conferencia de prensa en la que informó que Abe se encontraba en estado grave y que hasta ese momento desconocían los motivos del ataque. Shinzo Abe fallecería horas más tarde debido a la gravedad de sus heridas a pesar de los esfuerzos de los médicos de detener las hemorragias.
Mientras tanto, un hombre de 41 años identificado como Tetsuya Yamagami, antiguo miembro de las Fuerzas de Autodefensa Marítima de Japón, fue detenido inmediatamente en la escena del crimen por la policía. Durante el interrogatorio, el sospechoso confesó que había cometido el crimen porque creía que el ex-primer ministro japonés mantenía vínculos con la Iglesia de la Unificación, la cual había dejado en bancarrota su madre. La policía cateó el domicilio donde encontraron más armas de fabricación casera como la que utilizó para cometer el asesinato además de explosivos.

## Reacciones

### Japón
- Nobuo Kishi, ministro de defensa y hermano menor de Abe condenó el atentado contra el ex primer ministro y dijo esperar su pronta recuperación.[30][31]
- Sanae Takaichi, ex ministra de asuntos internos y comunicaciones condenó el ataque contra Abe y que no perdonaba a lo que calificó como «terrorismo político».[32]
- Yuichiro Tamaki, presidente del Partido Democrático para el Pueblo informó a través de Twitter de la cancelación de un evento de su partido programado para ese día y dijo rezar por la seguridad del ex primer ministro Abe.[33]

### Internacionales
- Alemania: El canciller Olaf Scholz comentó que estaba «profundamente entristecido», y agregó que «estamos de cerca al lado de Japón incluso en estas horas difíciles».[34] Por su parte la excanciller Angela Merkel subrayó en un comunicado publicado en su página web que «Japón y el mundo han perdido a un gran estadista. Con él, pierdo un compañero político». Asimismo, calificó el ataque de cobarde y despreciable. Agregó que sus primeros pensamientos fueron para la esposa y la familia de Abe[35]
- Argentina: El Ministerio de Relaciones Exteriores, Comercio Internacional y Culto expresó sus condolencias al gobierno japonés por la muerte de Shinzō Abe y dijo acompañar al pueblo japonés en aquel difícil momento.[36]
- Australia: El primer ministro australiano Anthony Albanese dijo que la noticia de lo sucedido con Abe era impactante y que sus pensamientos estaban con la familia de Abe y el pueblo de Japón.[37]
- Bután: El rey Jigme Khesar Namgyel Wangchuck publicó por medio de sus redes sociales un mensaje diciendo: «Estamos profundamente entristecidos por la trágica pérdida del ex primer ministro de Japón, Shinzō Abe. Fue un querido amigo de Bhután, y el mundo lo recordará como un líder visionario y distinguido, que sirvió a su país y a su pueblo con gran distinción. Enviamos nuestro más sentido pésame a la Sra. Abe y al pueblo de Japón. Nuestros pensamientos y oraciones están con ustedes».[38] Además se dio a conocer por medio de otra publicación que Su majestad el Rey y Su Majestad la Gyaltsuen ofrecieron 1000 lámparas de mantequilla en memoria del ex primer ministro.[39] Por otra parte, el primer ministro Lotay Tshering escribió vía Twitter: «Nuestros pensamientos están con la gente de Japón cuando nos enteramos de la muerte del ex primer ministro japonés Shinzō Abe. El pueblo de Bután y yo ofrecemos nuestro más sentido pésame y mantenemos a la familia en duelo en nuestras oraciones».[40]
- Camboya: El primer ministro Hun Sen en una carta dirigida al gobierno japonés, escribió: «En nombre del Gobierno Real y el pueblo de Camboya, me gustaría transmitir mi más sentido pésame a Su Excelencia y, a través de usted, a la familia en duelo, así como al pueblo japonés en esta trágica pérdida. Nuestros pensamientos y oraciones están con Su Excelencia y el pueblo japonés en este momento de dolor».[41]
- Chile: El presidente Gabriel Boric expresó vía Twitter su pésame a la familia del ex primer ministro y a todo el pueblo de Japón por lo que calificó como un horrible asesinato.[42][43]
- China: El Ministerio de Relaciones Exteriores lamentó lo sucedido con el ex primer ministro japonés y dijo solidarizarse con la familia del mismo.[44]
- Colombia: El presidente colombiano Iván Duque expresó a través de sus redes sociales su solidaridad al pueblo japonés por la muerte de Shinzō Abe y dijo que sería recordado como un líder muy cercano a Colombia.[45][46]
- Costa Rica: El Ministerio de Relaciones Exteriores y Culto emitió un comunicado institucional lamentando la muerte del ex primer ministro. [47]
- Corea del Sur: El presidente Yoon Suk-yeol ofreció sus condolencias y consuelo a la familia de Shinzō Abe y al pueblo japonés además de calificar el asesinato de Abe como un «acto criminal imperdonable».[48]
- Dinamarca: La primera ministra Mette Frederiksen, expresó: «Estoy profundamente conmocionada y triste de saber que el ex primer ministro de Japón, Shinzo Abe, falleció después del horrible ataque con disparos de hoy», además condenó enérgicamente el ataque y envió sus condolencias a la familia de Shinzō Abe y al pueblo japonés.[49]
- Ecuador: El presidente del gobierno Guillermo Lasso y el Ministerio de Relaciones Exteriores expresaron su conmoción y rechazo al atentado vía Twitter.[50][51]
- España: El presidente del gobierno Pedro Sánchez expresó su conmoción y rechazo al atentado vía Twitter.[52]
- Estados Unidos: El secretario de Estado Antony Blinken se dijo consternado y triste por el atentado contra Abe además el embajador estadounidense en Japón Rahm Emmanuel dijo que tanto el gobierno como el pueblo estadounidenses oraban por el bienestar de Abe, de su familia y del pueblo japonés.[53] Horas más tarde el presidente estadounidense Joe Biden dijo estar aturdido, indignado y profundamente triste por la muerte de Shinzō Abe[54] y ordenó que las banderas estadounidenses se bajaran a media asta en instituciones federales hasta el 10 de julio.[55][56]
- Francia: El presidente Emmanuel Macron escribió en su cuenta de Twitter: «En nombre del pueblo francés, envío mis condolencias a las autoridades y al pueblo japonés tras el asesinato de Shinzō Abe. Japón está perdiendo a un gran Primer Ministro, que dedicó su vida a su país y trabajó para lograr el equilibrio en el mundo».[57]
- Georgia: El primer ministro Irakli Gharibashvili, escribió vía Twitter: «Mi más sentido pésame y condolencias para la familia y los seres queridos de Shinzō Abe. Esta es una tragedia indescriptible. El primer ministro Abe ha sido verdaderamente un líder excepcional de Japón».[58]
- India: El primer ministro Narendra Modi se dijo profundamente angustiado por el ataque a Abe, a quien calificó como su amigo, y aseguró que sus oraciones estaban con él, su familia y el pueblo japonés.[59] Después de conocerse el fallecimiento de Abe, Modi dijo estar conmocionado y triste por la muerte del político japonés[60] y agregó que, como señal de respeto hacia Abe, el 9 de julio sería observado como día de duelo.[61]
- México: El presidente Andrés Manuel López Obrador, durante su conferencia de prensa matutina en el Palacio Nacional, dijo: «Nuestro pésame al pueblo de Japón porque ayer fue asesinado el ex primer ministro de Japón, (Shinzō) Abe. Es un hecho muy lamentable».[62] Además, el Secretario de Relaciones Exteriores Marcelo Ebrard lamentó lo sucedido con el ex primer ministro japonés y dijo esperar que este pudiera salir pronto de la situación en la que se encontraba.[63] Una vez informado de la muerte de Abe, el mismo funcionario lamentó lo sucedido y envío sus condolencias a la familia, amigos de Abe y al pueblo de Japón.[64][65]
- Nueva Zelanda: La primera ministra de Nueva Zelanda, Jacinda Ardern dijo estar «profundamente conmocionada». Además, agregó: «Mis pensamientos están con su esposa y el pueblo de Japón. Sucesos como este nos sacuden a todos hasta lo más profundo».[66]
- Pakistán: El primer ministro de Pakistán, Shehbaz Sharif, señaló por medio de un tuit: «Expreso mis profundas condolencias por el triste fallecimiento del ex primer ministro japonés Shinzō Abe. Hizo contribuciones invaluables a la relación entre Pakistán y Japón. Nuestras oraciones están con la familia en duelo. En este momento difícil, nos solidarizamos con el pueblo de Japón».[40]
- Panamá: El Gobierno de Panamá en las figuras del Presidente de Panamá, Laurentino Cortizo y del Ministerio de Relaciones Exteriores expresaron que “lamentan profundamente” la muerte del ex primer ministro de Japón Shinzō Abe, asesinado a tiros en un acto electoral en plena calle por vías de redes sociales.[67]
- Perú: El Ministerio de Relaciones Exteriores expresó en un comunicado las condolencias a la familia y al pueblo japonés por el fallecimiento de Abe, condenando el ataque y destacando la labor que realizó durante su mandato, en mejorar y fortalecer las relaciones entre ambos países.[68]
- Portugal: El presidente portugués Marcelo Rebelo de Sousa dijo estar en shock por el asesinato de Shinzō Abe y presentó al Estado japonés sus condolencias por ese hecho.[69]
- Reino Unido: La reina Isabel II dijo que ella y su familia estaban tristes por lo sucedido con Shinzō Abe y mandó sus condolencias a la familia del político japonés y al pueblo de Japón.[70] El primer ministro Boris Johnson también expresó su apoyo en estos "tiempos tristes y oscuros", y destacó que el "liderazgo mundial [de Abe] a través de tiempos inciertos, será recordado por muchos".[57]
- Rusia: El Ministerio de Relaciones Exteriores calificó el ataque contra Abe como «monstruoso» y como un «acto de terrorismo». Además, dijo esperar que los médicos pudiesen salvar la vida de Abe.[71] Una vez conocida la muerte de Abe, el portavoz del kremlin Dmitri Peskov condenó lo sucedido mientras que el presidente ruso Vladímir Putin lamentó lo sucedido y envió un telegrama con condolencias a la madre y a la viuda de Abe.[72]
- Singapur: La presidenta Halimah Yacob dijo a través de una publicación de Facebook: “Como el primer ministro de Japón con más años de servicio, será recordado por su dedicación para mejorar las vidas de sus compatriotas”, además agregó: “Singapur y Japón comparten lazos estrechos. Nuestros corazones están con nuestros amigos japoneses”. Por su parte el primer ministro Lee Hsien Loong escribió: Este es un incidente profundamente impactante y angustioso. Ofrezco mis más sinceras condolencias a la Sra. Abe Akie, a los seres queridos del Sr. Abe y al pueblo de Japón". También llamó a Abe un buen amigo de Singapur[73]
- Sri Lanka: El presidente de Sri Lanka, Gotabaya Rajapaksa, dijo a través de un tuit: «Profundamente entristecido por la trágica muerte del ex primer ministro japonés Shinzō Abe. Japón ha perdido a un político respetado. Expreso mis más sentidas condolencias a su familia, al PLD y al pueblo de Japón».[40]
- Taiwán: La presidenta Tsai Ing-wen dijo a través de Facebook estar sorprendida por lo sucedido; y calificó a Abe como un buen amigo suyo y de Taiwán, reconociendo el apoyo dado a su país durante años.[74]
- Unión Europea: La presidenta de la Comisión Europea Ursula von der Leyen tuiteó un mensaje de apoyo hacia Abe. Más tarde, al conocerse el fallecimiento de Abe,[75] tuiteó un segundo mensaje en el que lo describió como una persona maravillosa, gran demócrata y paladín del orden mundial multilateral.[76]
- Uruguay: El Ministerio de Relaciones Exteriores expresó su «más profunda consternación» por el hecho y remarcó la condena ante los «actos de brutalidad carentes de sentido». Además, envió sus condolencias al gobierno y el pueblo japonés, y destacó que Abe fue un «amigo del Uruguay», que ayudó a «afianzar las relaciones de amistad y cooperación» entre ambos países.[77]
- Costa Rica: El presidente de Costa Rica, Rodrigo Chaves, afirmó estar conmocionado e indignado, al igual que el resto del mundo, por el asesinato del ex primer ministro de Japón Shinzo Abe. En su perfil personal de la red social Twitter @RodrigoChavesR, el mandatario tico escribió además que «en nombre del pueblo de Costa Rica expresamos nuestras más sentidas condolencias al pueblo de Japón @JapanGov». Una nota oficial del Ministerio de Relaciones Exteriores y Culto, divulgada en su sitio Web, refiere que «Costa Rica manifiesta sus sentidas condolencias al pueblo japonés por la muerte del ex primer ministro.[78]

- Venezuela: El Gobierno de Venezuela condenó el atentado contra el ex primer ministro de Japón. A través de un comunicado, el Gobierno Nacional expresó sus condolencias con la familia del ex primer ministro, así como al pueblo de Japón y “reafirma su histórica posición respecto a la condena de la violencia, en todas sus formas, y manifestaciones”.[79]

### Organismos Internacionales
- El presidente del Comité Olímpico Internacional, Thomas Bach, expresó: «Japón ha perdido a un gran estadista, y el COI ha perdido a un valeroso partidario y querido amigo del Movimiento Olímpico». A Abe se le atribuyó el mérito de ser fundamental para asegurar los Juegos Olímpicos de Verano de 2020 en Tokio y participó activamente en su organización hasta el final de su mandato en 2020. La bandera olímpica ondeará en Lausana a media asta durante tres días.[80]

### Figuras preponderantes
- Los expresidentes de los Estados Unidos, Barack Obama y Donald Trump, expresaron sus consternaciones por el asesinato de Abe, declarando:
  - Obama: «Siempre recordaré el trabajo que hicimos para fortalecer nuestra alianza, la conmovedora experiencia de viajar juntos a Hiroshima y Pearl Harbor, y la gracia que él y su esposa Akie Abe nos mostraron a mí y a Michelle».[81]
  - Trump: «Un hombre y un líder verdaderamente grande».[82]